# Michel Pélieu
Pour les articles homonymes, voir Pélieu.
Michel Pélieu, né le 26 juin 1946 à Toulouse, est un homme politique français. Membre du Parti radical de gauche (PRG), il est président du Conseil départemental des Hautes-Pyrénées depuis 2011.

## Biographie
Michel Pélieu est maire de Loudenvielle de 1977 à 2011. En 1985, il devient conseiller général du canton de Bordères-Louron.
Depuis les sénatoriales de 2001, il est le suppléant de François Fortassin.
Lors des élections cantonales de 2011, il est élu avec 70 % des voix dans le canton de Bordères-Louron et brigue la présidence du conseil général, face à la présidente sortante Josette Durrieu. À l'issue d'un 3e tour serré, Michel Pélieu devient président du conseil général des Hautes-Pyrénées.
En mars 2015, il est élu conseiller départemental du canton de Neste, Aure et Louron en tandem avec Maryse Beyrié,. Michel Pélieu est réélu à la tête du département avec 31 voix pour 3 votes blancs.
À la suite de la mort de François Fortassin le 15 mai 2017, dont il était suppléant, il devient sénateur des Hautes-Pyrénées le 16 mai suivant.

## Distinctions
- Officier de la Légion d'honneur (2014)[10].